# Don Nelson
Donald Arvid Nelson (Muskegon, 5 mei 1940) is een Amerikaans voormalig basketballer en basketbalcoach die als small forward speelde. 

## Carrière
Nelson speelde collegebasketbal voor de Iowa Hawkeyes van 1959 tot 1962. In 1962 werd hij als 17e gekozen door de Chicago Zephyrs, hij speelde een seizoen voor de Zephyrs. In september 1963 maakte hij de overstap naar de Los Angeles Lakers waar hij twee seizoenen speelde. In 1965 tekende hij als vrije speler bij de Boston Celtics. Nelson werd vijf keer NBA-kampioen met Boston Celtics. Hij werd vooral gebruikt als 'zesde man', de eerste die het veld opkwam wanneer iemand van de startende vijf werd gewisseld. In zijn elf seizoenen bij Boston Celtics speelde hij gemiddeld meer dan 79 wedstrijden per jaar in het reguliere seizoen. Tijdens de negen keer dat zijn ploeggenoten en hij in die periode de play-offs bereikten, speelde hij daarin gemiddeld meer dan 14 wedstrijden per jaar. In totaal kwam Nelson meer dan 1200 NBA-wedstrijden in actie en stond hij daarin elke wedstrijd gemiddeld meer dan twintig minuten op het veld en maakte hij elke wedstrijd meer dan tien punten. Boston Celtics nam in 1976 zijn rugnummer 19 uit omloop om hem te eren.
Nelson werd als coach van Milwaukee Bucks twee keer uitgeroepen tot coach van het jaar en later als coach van Golden State Warriors nog een keer. Hij bereikte met Milwaukee Bucks drie keer en met Dallas Mavericks één keer de de Conference Finals, maar nooit de NBA-finale. Alle vier de keren verloor zijn team van de latere kampioen.
Nelson werd in 1996 verkozen tot een van de tien beste coaches in de geschiedenis van de NBA. In 2012 werd hij opgenomen in de Naismith Basketball Hall of Fame. Bij eenzelfde verkiezing in 2021 bestond het lijstje uit vijftien namen, waaronder de zijne. Nelson won als coach 1335 wedstrijden in de NBA. Hij verbrak met zijn 1333e overwinning op 7 april 2010 het record van Lenny Wilkens en bleef zelf recordhouder tot 1 maart 2022, toen Gregg Popovich hem passeerde. In 2025 won hij de Chuck Daly Lifetime Achievement Award.

## Erelijst

### Als speler
- NBA-kampioen: 1966, 1968, 1969, 1974, 1976
- Nummer 19 teruggetrokken door de Boston Celtics

### Als coach
- NBA Coach of the Year: 1983, 1985, 1992
- NBA All-Star Game Coach: 1992, 2002
- Wereldkampioenschap: 1994
- Top 10 Coaches in NBA History
- Top 15 Coaches in NBA History
- Naismith Basketball Hall of Fame: 2012
- Chuck Daly Lifetime Achievement Award: 2025

## Statistieken

### Regulier seizoen
| Seizoen  | Team               | WG   | MPW  | 2P%  | FW%  | RPW | APW | SPW | BPW | PPW  |
| -------- | ------------------ | ---- | ---- | ---- | ---- | --- | --- | --- | --- | ---- |
| 1962/63  | Chicago Zephyrs    | 62   | 17,3 | 44,0 | 72,9 | 4,5 | 1,2 | –   | –   | 6,8  |
| 1963/64  | Los Angeles Lakers | 80   | 17,6 | 41,8 | 74,1 | 4,0 | 1,0 | –   | –   | 5,2  |
| 1964/65  | Los Angeles Lakers | 39   | 6,1  | 42,4 | 76,9 | 1,9 | 0,6 | –   | –   | 2,4  |
| 1965/66  | Boston Celtics     | 75   | 23,5 | 43,9 | 68,4 | 5,4 | 1,1 | –   | –   | 10,2 |
| 1966/67  | Boston Celtics     | 79   | 15,2 | 44,6 | 74,2 | 3,7 | 0,8 | –   | –   | 7,5  |
| 1967/68  | Boston Celtics     | 82   | 18,3 | 49,4 | 72,8 | 5,3 | 1,3 | –   | –   | 10,0 |
| 1968/69  | Boston Celtics     | 82   | 21,6 | 48,5 | 77,6 | 5,6 | 1,1 | –   | –   | 11,6 |
| 1969/70  | Boston Celtics     | 82   | 27,1 | 50,1 | 77,5 | 7,3 | 1,8 | –   | –   | 15,4 |
| 1970/71  | Boston Celtics     | 82   | 27,5 | 46,8 | 74,4 | 6,9 | 1,9 | –   | –   | 13,9 |
| 1971/72  | Boston Celtics     | 82   | 25,4 | 48,0 | 78,8 | 5,5 | 2,3 | –   | –   | 13,8 |
| 1972/73  | Boston Celtics     | 72   | 19,8 | 47,6 | 84,6 | 4,4 | 1,4 | –   | –   | 10,8 |
| 1973/74  | Boston Celtics     | 82   | 21,3 | 50,8 | 78,8 | 4,2 | 2,0 | 0,2 | 0,2 | 11,5 |
| 1974/75  | Boston Celtics     | 79   | 26,0 | 53,9 | 82,7 | 5,9 | 2,3 | 0,4 | 0,2 | 14,0 |
| 1975/76  | Boston Celtics     | 75   | 12,6 | 46,2 | 78,9 | 2,4 | 1,0 | 0,2 | 0,1 | 6,4  |
| Carrière | Carrière           | 1053 | 20,6 | 48,0 | 76,5 | 4,9 | 1,4 | 0,3 | 0,1 | 10,3 |

### Play-offs
| Seizoen  | Team               | WG  | MPW  | 2P%  | FW%   | RPW | APW | SPW | BPW | PPW  |
| -------- | ------------------ | --- | ---- | ---- | ----- | --- | --- | --- | --- | ---- |
| 1963/64  | Los Angeles Lakers | 5   | 11,2 | 53,8 | 100,0 | 2,6 | 0,4 | –   | –   | 3,4  |
| 1964/65  | Los Angeles Lakers | 11  | 19,3 | 45,3 | 76,0  | 5,4 | 1,7 | –   | –   | 6,1  |
| 1965/66  | Boston Celtics     | 17  | 18,6 | 42,4 | 80,8  | 5,0 | 0,8 | –   | –   | 8,4  |
| 1966/67  | Boston Celtics     | 9   | 15,8 | 45,8 | 58,8  | 4,7 | 1,0 | –   | –   | 7,1  |
| 1967/68  | Boston Celtics     | 19  | 24,6 | 52,0 | 74,3  | 7,5 | 1,7 | –   | –   | 12,5 |
| 1968/69  | Boston Celtics     | 18  | 19,3 | 51,8 | 83,3  | 4,6 | 1,2 | –   | –   | 12,4 |
| 1971/72  | Boston Celtics     | 11  | 28,0 | 52,5 | 85,4  | 5,5 | 1,9 | –   | –   | 13,2 |
| 1972/73  | Boston Celtics     | 13  | 23,3 | 46,5 | 87,5  | 2,9 | 1,2 | –   | –   | 11,0 |
| 1973/74  | Boston Celtics     | 18  | 25,9 | 50,0 | 77,4  | 5,4 | 1,9 | 0,4 | 0,2 | 11,4 |
| 1974/75  | Boston Celtics     | 11  | 24,9 | 56,4 | 90,2  | 4,1 | 2,4 | 0,2 | 0,2 | 15,4 |
| 1975/76  | Boston Celtics     | 18  | 17,5 | 48,1 | 87,0  | 2,9 | 0,9 | 0,2 | 0,1 | 9,1  |
| Carrière | Carrière           | 150 | 21,4 | 49,8 | 81,7  | 4,8 | 1,4 | 0,3 | 0,1 | 10,5 |

5 Thompson ·
6 Russell ·
11 Counts ·
12 Naulls ·
14 Watts ·
16 Sanders ·
17 Havlicek ·
18 Sauldsberry ·
19 Nelson ·
20 Siegfried ·
21 Bonham ·
24 S. Jones ·
25 KC Jones ·
Coach Auerbach
6 Russell · 
11 Graham · 
12 Thacker · 
16 Sanders · 
17 Havlicek · 
18 Howell · 
19 Nelson · 
20 Siegfried · 
24 S. Jones · 
26 Weitzman · 
27 J. Jones · 
28 Embry · 
Coach Russell
6 Russell · 
7 Bryant · 
11 Graham · 
12 Chaney · 
16 Sanders · 
17 Havlicek · 
18 Howell · 
19 Nelson · 
20 Siegfried · 
24 Jones · 
26 Johnson · 
28 Barnes · 
Coach Russell
7 Williams · 
10 White · 
11 Kuberski · 
12 Chaney · 
17 Havlicek · 
18 Cowens · 
19 Nelson · 
20 Hankinson · 
29 Finkel · 
32 Downing · 
35 Silas · 
44 Westphal · 
Coach Heinsohn
10 White · 
11 Scott · 
17 Havlicek · 
18 Cowens · 
19 Nelson · 
27 Stacom · 
30 McDonald · 
31 Boswell · 
33 Kuberski · 
34 Ard · 
35 Silas · 
42 Anderson · 
Coach Heinsohn